# Haliplus kamiyai
Haliplus kamiyai is een keversoort uit de familie watertreders (Haliplidae). De wetenschappelijke naam van de soort is voor het eerst geldig gepubliceerd in 1963 door Nakane.